# 一緒に遊ぼう
一緒に遊ぼう（いっしょにあそぼう、英: Play Together）は、韓国のHAEGIN（へギン）により提供されているモバイルゲームアプリ。2021年5月14日に日本での提供が開始された。

## 概要
リアルタイムマルチプレイができるMMO系カジュアルゲーム。学校に行って勉強したり、15種類以上のミニゲームで遊んだりなど幅広く遊べる。
基本操作が移動とジャンプのみで気軽に遊べるのが特徴。

## コンテンツ
一緒に遊ぼうには、ホームパーティー、お化け屋敷、釣りなど多様なコンテンツが存在する。

### メインステージ
一緒に遊ぼうには、ゲームセンター、家具ショップなどさまざまな施設がある「カイア島（Kaia Island)」と、プレイヤーの住宅街の「ホームタウン（Home Town）」そして「ダウンタウン（Down Town）」三つのステージがあり、それらは地下鉄や（疑似的な）携帯電話を経由して行き来することができる。

#### カイア島（Kaia Island)
ファッションセンターやホットドッグショップ、案内所など、20種類以上のさまざまな施設や場所が集まっている。特にマップの中心にある「広場」はカイア島のなかでも重要な場所の一つである。
警察官などのNPCもゲーム内に登場し、それぞれが簡単なミッションが出されたりアイテムが購入できたりといった役割をもっている。NPCは、通常のプレイヤーと違い、名前の文字の色が黄色となっている。

#### ホームタウン（Home Town）
プレイヤーの住宅街。ログインする度に住所が変わる。警察署、郵便局などのカイア島にはない施設もあるが、特に役割は持っていない。

ダウンタウン（Down Town)
店などが並ぶエリア。スーパーや警察所、病院などもある。まだ開いていないところもあるが、アップデートで順次入れるようになる予定。

#### キャンプ場
アスレチックや無限の塔、釣り、虫取りなどを楽しむエリア。滝の裏にはペット合成システムのある特殊な部屋がある。

### 携帯電話
ゲーム内の携帯電話を使用すると、ゲームパーティー、ホームパーティー、デコなどをすることができる。
ミッション、地図、友達、図鑑などを確認することができる。

#### ゲームパーティー
最大30人でミニゲームをプレイできるオンラインパーティーゲーム。学校や他のプレイヤーの家の中では使用することができない。

#### ホームパーティー
他のプレイヤーの家に遊びに行ったり、自分の家に他の人を招待したりして楽しむパーティー。

#### 見た目
キャラクターの髪型や服、靴などの見た目を変更できる。

#### 友達
友達申請が承認されることによりゲーム内の「友達」となり、さまざまなフレンド機能を楽しめる要素。フレンドはユーザー名で検索できる。

#### アチーブメント
様々な条件を達成することにより、ダイヤを手に入れることができる。条件を達成するごとに経験値がたまっていき、レベルが上がるとさまざまな報酬をもらえる。

#### コスチュームショップ
服や眼鏡、カバンなどを手軽に購入することができる機能。

#### 家具ショップ
さまざまなテーマの家具を個別に購入することができる。(壁やドアなどで買った家の付属している部屋以外にも部屋が作れる)

#### リサイクル
アイテムをリサイクルすることにより、若葉ポイントを入手できる。その若葉ポイントで、一日3回限定のガチャをすることができる

#### 図鑑
釣りで入手したことのある魚の種類が一覧表示される。
入手したペットも見ることができる。

#### カメラ
ゲーム内の写真または動画を撮影し、保存・共有できる。
自撮り棒を使った撮影か、自分を写さない撮影か選ぶことができる。

#### プレイTV
YouTubeの一緒に遊ぼうの実況動画が再生できる。一緒に遊ぼう公式パートナークリエーターという公式YouTuberのチャンネルが主に表示される。「ニンニクハンター」チャンネルらが公式チャンネルとして活動している。

#### ニュース
一緒に遊ぼうに関する最新のニュース情報を見れる。

#### 地図
全体の地図を見れる。広場でのみ使用可能で、屋内やエリア外では使用できない。

#### 毎日スタンプ
毎日ログインしたときにたまるスタンプをチェックできる。スタンプは日本時間の午前9時にリセットされる。

#### メールボックス
各種報酬やお知らせ、購入した商品などを受け取ることができる。

#### 手紙
他のプレイヤーにメッセージを送ることができる機能。メッセージはプレゼントを添付することができ、送ることのできるプレゼントの中身はアップデートやイベントなどで定期的に入れ替わる。
1日に10回まで無料で送ることができ、それ以降は1回あたり50スターで送信できる。

#### マイ情報
自分のプロフィールやフレンドなどの情報を確認できる。

#### 設定
BGMや言語などの、ゲーム内の設定を変更できる。

#### 家/広場に行く
家/広場にワープすることができる。

#### 通知
ゲーム内で何か出来事が発生したときに通知される。

#### 時間
ゲーム内の時間を確認できる。

### 機能・要素

#### チャット
他のプレイヤーが発言したチャットを見ることができる機能。
チャットは場面によって言葉が変化する「定型文」か、自分で文字を打つことによって送信する。
自分が使用している言語のチャットや、自分の周辺にいるプレイヤーが発言したチャットしか見れないようにすることもできる。

#### 欲求
欲求は、時々出現するミッションのようなもののことで、15分以内にクリアすると30スターがもらえる。

#### ペット
ペットショップで購入可能な犬や猫などのキャラクターで、常にプレイヤーに追従するように設定されている。ペットにはレベルがあり、レベルが上がると姿が変化したり、使用できるアクションの数が増えたりする。

#### 無料ボーナス
その名の通り、無料でもらえる報酬のことで、7個の段階があり、1日に最大で600スター、2ダイヤに加え、ランダムでスターやダイヤが入っている箱を1個を獲得できる。
最初の50スター以外は、広告を30秒見ることで報酬を得られる。

#### シーズンパス
シーズン期間中に集めたクラウンの数に応じて報酬を獲得できる要素。
1シーズンは14日で構成されており、VVIPパスを730円で購入すれば追加の報酬をゲットすることも可能。

#### カバン
カバンを使うと、手に持っているアイテム、ペットなどを確認することができる。

#### 若葉ポイント
若葉ポイントは、アイテムをリサイクルして手に入れることができるゲーム内の通貨。若葉ポイントを使用して若葉ガチャをすることができる。

#### デイリーミッション
デイリーミッションは、毎日更新されるミッション。ミッションをクリアするとクラウンやダイヤを手に入れることができる。

#### ショップ
パッケージ商品やガチャ（有料商品を含む）などを取り扱っているショップ。
商品の種類は、パッケージ商品、テーマガチャ、ゲーム内通貨の購入に分かれている。

#### 料理
食材を消費することによって、料理をすることができる。料理をするには、キッチンの家具が必要。

#### 釣り
海や湖など水が張っている場所ならどこでも釣りをすることができる。（プールでも可能）新しい魚を釣ると、図鑑に登録される。
釣りあげた魚はどんな大きさでも手に持つことができ、チャットで「この魚どう？○○cmの△△だよ！」のような定型文を送ることも可能。
かつては無制限に釣りをすることができたが、現在は後述する「プラスメンバーシップ」のメンバー以外は一日の釣り回数に上限が設けられている。

#### 家作り
自分の家の壁紙や家具などを変えることができる。家の外観を変えることも可能。

#### 楽器演奏
楽器を演奏することができる。音の種類は選ぶことはできず、ランダムで選ばれる。

#### エモーション
エモーションは、キャラクターが座ったりダンスをしたりする機能で、複数の種類がある。特定の条件をクリアすることで入手可能なほか、一部のエモートは携帯電話で購入することもできる。

### 施設・場所

#### 学校
ゲーム内の時間に合わせて授業に参加する。簡単なクイズやパズルで遊ぶことができる。
各授業が終わったらA+からFまでの成績がつき、成績が良いほどより多くの報酬をもらえる。
ゲーム内時間の20:00から翌日の7:00は、学校の職員がいなくなり、かわりにゾンビが出現するようになる。ゾンビに触れると、学校から追い出される「再入場可能」。

#### 家具ショップ
家具ショップは、家具を購入することができる場所。購入した家具は自分の家に配置することができる。

#### ゾンビウイルス（お化け屋敷）
鬼はゾンビに変身し、隠れはモノに変身してかくれんぼをする。鬼に見つかったらゾンビの仲間になる。1から全員を見つけるか、制限時間内に見つからなかったら勝ち。

#### 失われた島（宝探し）
特別な日（現実時間の毎週日曜日6:00～翌日5:59まで）にだけプレイ可能なミニゲーム。
「センサー」が砂浜の中の宝を検知し、センサーのシグナルが最大になったら宝を掘ることができる。

#### 池
釣りが可能なスポット。「NO FISHING」と看板に書かれている所があるがが釣りは可能。

#### カーショップ
さまざまなジャンルの乗り物を購入できる場所。

#### エアバルーン
カイア島を一周するバルーンに乗ることができる。

#### 遊び場
アスレチックが遊べる場所で、かなり高い場所に登ることができる。

#### 案内所
ゲームの最初のチュートリアルでNPCと会話する場所。地図も確認できる。

#### 障害物競走
2021年9月14日のアップデートで追加された、全200ステージからなるアスレチックミニゲーム。各ステージごとにチェックポイントがあり、途中で退出したとしてもチェックポイントから再開できる。

#### バス
広場の周りをまわるバス。バス停以外でもバスには乗ることができ、運賃もかからない。

#### 観覧車
観覧車に乗ることができる。

#### ペットショップ
ペットショップでは、ペット用のお風呂、ベッド、おもちゃなど、ペットに必要なさまざまなものが販売されている。

#### 家具ショップ
さまざまなテーマの家具が販売されている。実際の大きさを確認することも可能。

#### 釣りショップ
釣り道具の販売と、魚の買い取りサービスがされている。

#### マート
調理に使用する食材や食べ物を購入できる。
カイア島とダウンタウン、両方にある。

#### ゲームセンター
さまざまなミニゲームをすることができる。2階にはプールがある。

#### 旅行会社
2021年6月7日のアップデートで追加された、他のサーバーに遊びに行くことができる機能。実質「海外旅行」である。

#### アイスクリームショップ
アイスクリームが販売されている。

#### ホットドッグショップ
ホットドッグが販売されている。

#### ビーチカフェ
ビーチ向けの飲み物が販売されている。

#### お花屋さん
自宅で育てることができる、「プランター」が販売されている。

#### ホームパーティー
他のプレイヤーの家で行われているパーティーに参加できる。

#### キャンプ場
キャンプ場に行くと、キャンプ場でしかできないミッションやアスレチックをしたり、魚を釣ったりすることができる。

#### ボード場
スケートボードの練習をすることができる。

#### 地下鉄
「カイア島」と「ホームタウン」、「ダウンタウン」を行き来できる。

#### 野外ステージ
ダンスをしたり、楽器を演奏したりすることができる。

#### ファッションモール
帽子や服、靴などを購入したりすることができる。試着も可能。

#### ピザショップ
ピザが販売されている。宅配のアルバイトをすることも可能。

#### 船着き場
特別な日に、「失われた島」に行くことができる。

## 通貨と経験値
スターとダイヤ、ゴールドは、このゲーム内の通貨である。クラウンは経験値。

### スター
スターはゲーム内の通貨の一つ。コスチュームや家、乗り物などを購入することができる。ダイヤをスターに交換することも可能。

### ダイヤ
ダイヤは、スターよりも高価な通貨である。スターで買えるものよりも高価なアイテムを購入する時に必要である。無料でもメンテナンスのお詫び、アチーブメントなどで入手することは可能だが、有料課金でダイヤを購入することも可能。「宝石」と呼ばれることもある。

### ゴールド
2021年9月14日のアップデートで追加された、手紙のプレゼントの購入に使える通貨。有料課金でのみ入手可能。

### クラウン
クラウンは、ゲーム内の経験値。クラウンがたまるとレベルアップすることができる。

### アイスコイン
2021年12月のクリスマスイベントの専用コイン、特定のクエストなどで入手でき、限定の品物を手に入れれることが可能。

## 課金要素

### プラスメンバーシップ
ゲーム内でのプレイをさらに有利・便利にできる有料プラン。2021年9月14日のアップデートで追加された。価格は610円（30日間）。
具体的に以下のようなことができるようになる。
- 広告視聴なしで、多くの特典を利用できる。
- 名札が特別なものになり、目立つようになる。
- 釣り回数に制限なし。

## 一緒に遊ぼう公式パートナークリエーター
一緒に遊ぼうには運営から公式認定され、運営と提携したYouTubeチャンネルが存在する。「一緒に遊ぼう」の実況や最新情報を紹介している。